# فريتز جورج يونغ
فريتز جورج يونغ (بالإنجليزية: Frederic George Young)‏ هو مؤرخ وكاتب وبروفيسور وأمين سر أمريكي، ولد في 3 يونيو 1858 في بورنيت في الولايات المتحدة، وتوفي في 4 يناير 1929.